# إسبريدياو أمين
إسبريدياو أمين (مولود في 21 ديسمبر 1947) سياسي برازيلي. ولد لعائلة من رجال الأعمال والسياسيين من أصل لبناني، وانتخب مرتين حاكم ولاية سانتا كاتارينا ومرتين عمدة لمدينة فلوريانوبوليس عاصمتها. كان عضوا في مجلس الشيوخ عن الجمهورية بين عامي 1991 و1999 والرئيس الوطني للحزب التقدمي. في عام 1994 ترشح لمنصب رئيس البرازيل، لكنه لم ينتخب. وهو متزوج من أنجيلا أمين النائبة الفيدرالية في الكونغرس الوطني للبرازيل وعمدة مدينة فلوريانوبوليس مرتين.
درس أمين إدارة الأعمال والقانون في جامعة سانتا كاتارينا الفيدرالية. أكمل درجة الماجستير في الإدارة وهو أستاذ في مجالات الأعمال والاقتصاد والقانون والتخطيط في جامعة سانتا كاتارينا الفيدرالية.